# Баратов, Дилшодбек
Дилшодбек Баратов (англ. Dilshodbek Baratov; род. 14 июня 1997) — узбекский дзюдоист, выступающий в весовой категории до 60 кг. Серебряный призёр чемпионата мира 2023 года.

## Биография
Дилшодбек Баратов родился 14 июня 1997 года.

## Карьера
В 2022 году стал бронзовым призёром турнира Большого шлема в Анталье.
На чемпионате мира 2023 года, который состоялся в Дохе, узбекский спортсмен завоевал серебряную медаль. В финале он уступил испанцу Франсиско Гарригосу.